# Waverly (Floryda)
Waverly – jednostka osadnicza w Stanach Zjednoczonych, w stanie Floryda, w hrabstwie Polk.